# Al-Farat
Al-Farat (arab. الفارات) – wieś w Syrii, w muhafazie Aleppo, w dystrykcie Manbidż. W 2004 roku liczyła 1568 mieszkańców.